# Currie Cup First Division 2012
La Currie Cup First Division de 2012 fue la decimocuarta edición de la segunda división del rugby provincial de Sudáfrica.
El campeón fue el equipo de Eastern Province Kings quienes obtuvieron su segundo campeonato.

## Sistema de disputa
El torneo se disputó en formato liga donde cada equipo se enfrentó a los equipos restantes, luego los mejores cuatro clasificados disputaron semifinales y final.
El campeón obtiene el derecho de disputar el repechaje frente al último clasificado de la Premier Division.

## Clasificación
| Pos. | Equipo                 | Encuentros | Encuentros | Encuentros | Encuentros | Tantos | Tantos | Tantos | PB | PB | Puntos |
| Pos. | Equipo                 | PJ         | PG         | PE         | PP         | F      | C      | Dif    | BO | BD | Puntos |
| ---- | ---------------------- | ---------- | ---------- | ---------- | ---------- | ------ | ------ | ------ | -- | -- | ------ |
| 1.º  | Eastern Province Kings | 14         | 12         | 2          | 0          | 515    | 246    | +269   | 10 | 0  | 62     |
| 2.º  | Pumas                  | 14         | 9          | 2          | 3          | 525    | 365    | +160   | 9  | 1  | 50     |
| 3.º  | Griffons               | 14         | 9          | 0          | 5          | 476    | 491    | −15    | 10 | 2  | 48     |
| 4.º  | Leopards               | 14         | 8          | 0          | 6          | 511    | 449    | +62    | 10 | 2  | 44     |
| 5.º  | SWD Eagles             | 14         | 8          | 1          | 5          | 473    | 445    | +28    | 8  | 1  | 43     |
| 6.º  | Boland Cavaliers       | 14         | 3          | 2          | 9          | 466    | 487    | −21    | 8  | 6  | 30     |
| 7.º  | Falcons                | 14         | 3          | 1          | 10         | 393    | 598    | −205   | 7  | 2  | 23     |
| 8.º  | Border Bulldogs        | 14         | 0          | 0          | 14         | 315    | 593    | −288   | 6  | 5  | 11     |

|  | Semifinalistas. |

### Semifinales
| 5 de octubre | Pumas | 37 - 30 | Griffons |  |  |

| 5 de octubre | Eastern Province Kings | 50 - 27 | Leopards |  |  |

### Final
| 13 de octubre | Eastern Province Kings | 26 - 25 | Pumas | Nelson Mandela Bay Stadium, Port Elizabeth |  |

| Bandera de Sudáfrica           |
| Campeón Eastern Province Kings |
| Segundo título                 |